# Derek Asamoah
Pour les articles homonymes, voir Asamoah.
Derek Asamoah (né le 1er mai 1981) est un footballeur ghanéen. Après avoir joué en Angleterre, il évolue aujourd'hui au Pohang Steelers en Corée du Sud. Il est attaquant mais peut aussi jouer sur l'aile.

## Carrière
Asamoah commence sa carrière professionnelle à Northampton Town Football Club où il joue plus de cent matchs, entrant souvent en cours de jeu. Il rejoint Mansfield Town FC mais après un désaccord avec le staff du club il rejoint les rangs de Lincoln City FC.
En mai 2006, il est prêté à Chester City FC (League Two) qu'il sauve de la relégation. En août 2006, il signe en faveur de Shrewsbury Town FC. 
Quelques mois plus tard, en octobre, Derek Asamoah participe à la tournée de l'équipe du Ghana au Japon et en Corée du Sud contre qui il joue son premier match international.
Lors de la saison 2006-07, il marque à 10 reprises pour Shrewsbury Town, leur permettant de se qualifier pour les playoffs.
En août 2007, son transfert à l'OGC Nice provoque la polémique car le joueur serait parti passer les essais chez les Aiglons sans prévenir Shrewsbury Town.
Le 2 avril 2009, il quitte la France pour l'Écosse, où il s'engage avec Hamilton Academical, où il vient d'effectuer un essai jugé concluant. Il débute en championnat d'Écosse le 4 avril, face au Celtic Glasgow, en remplaçant Stuart Mills à la 67e minute.
Après de brefs passages en Bulgarie et en Corée du Sud, il rejoint le 21 octobre 2014, le club anglais de quatrième division, Carlisle United pour un contrat de courte durée qui sera renouvelé par la suite en janvier 2015.